# Leonhard Boldt
Leonhard Boldt (* 26. Dezember 1875 in Eutin; † 9. April 1963 in Hamburg) war ein deutscher Porträt- und Landschaftsmaler.

## Leben
Boldt wurde 1875 als fünftes Kind eines Schlachters in Eutin geboren und wuchs in ärmlichen Verhältnissen auf. Nach einer Friseurlehre in Dassow arbeitete er für einen Barbier in Altona und fertigte nebenher Porträts seiner Kunden an. Auf Rat eines Freundes, der sein Talent erkannt hatte, bewarb er sich um ein Stipendium für eine Ausbildung zum Zeichenlehrer. Er bekam das Stipendium mit Unterstützung des Großherzogs Friedrich August von Oldenburg (1852–1931), besuchte dann die Kunstakademien in Berlin, München und Paris und war Meisterschüler von Hubert von Herkomer in London.
1905 heiratete Boldt die Schweizer Fabrikantentochter Marie Siegrist (1864–1946) aus Brugg im Kanton Aargau. Seine Heirat machte ihn zu einem vermögenden Mann und ermöglichte ihm Studienreisen in die Schweiz, nach Holland, Italien und Bornholm. Das Ehepaar lebte 27 Jahre in Berlin und dann in Hamburg und Eutin, wo sie schon seit 1906 die Sommer verbracht hatten. Boldt hatte dort im Hotel Seeschloss ganzjährig das Turmzimmer mit dem Blick auf den Kellersee gemietet.
Neben seiner Malerei engagierte er sich persönlich und finanziell in Eutin und den umliegenden Gemeinden, um die Uferzonen durch umfassende Geländeaufschüttungen mit Wanderwegen zu erschließen und Uferbefestigungen anlegen zu lassen. Auf seine Initiative gehen in Eutin auch die Anlage und Gestaltung des Rosengartens, der Stadtbucht und des Seeparks zurück. 1926 ließ er das Fissauer Fährhaus erbauen, das er später an die Stadt Eutin verkaufte.
Boldt starb 1963 im Alter von 87 Jahren und wurde im Familiengrab auf dem Friedhof Plöner Straße in Eutin beigesetzt.

## Werke (Auswahl)
Boldt schuf  Porträts des Papstes Pius X, des Kardinal-Staatssekretärs Rampolla, des Erbgroßherzogs von Oldenburg, der Komponisten Ruggero Leoncavallo und Siegfried Wagner, der Dichter Björnson, Max Halbe, Otto Ernst, Frank Wiedeking und Eduard von Keyserling, der Sänger Julius vom Scheid, Max Lohfing, Paul Schwarz und Karl Amster, der Schauspieler Willy Grill, Ludwig Max und Robert Meyn. Zu seinen bekannten Landschaftsbildern gehört das Werk Park der Villa  Borghese (1908). Heute befinden sich nur wenige Werke des Malers in öffentlichem Besitz.

## Ehrungen
In Anerkennung seiner Verdienste um seine Landschaftsplanung in und um Eutin, ernannte die Stadt ihn im Dezember 1950 zu ihrem ersten Ehrenbürger.
Im Eutiner Ortsteil Fissau ist die Leonhard-Boldt-Straße nach dem Künstler benannt. Anliegend hier sind das Hotel Seeschloss und das von Boldt begründete Restaurant Fissauer Fährhaus.